# Флоренс Велч
Флоренс Леонтін Мері Велч (англ. Florence Leontine Mary Welch, нар. 28 серпня 1986, Лондон, Англія) — англійська співачка, авторка-виконавиця, музикантка (гітара, барабани) і продюсерка, засновниця і фронтвумен інді-рок гурту Florence and the Machine. Активістка ЛГБТ-руху.

## Біографія
Народилася 28 серпня 1986 року в Лондоні, старшою з трьох дітей у сім'ї. Її мати Евелін Велч — професорка Коледжу Королеви Марії у Лондоні, спеціалістка з епохи Ренесансу. Батько Нік Велч — виконавчий директор рекламної агенції (автор відомого в Британії ролика про шоколадний батончик Aero). 
Дитинство провела в Кембервеллі, на півдні Лондона. Її батько був близьким до рок-н-ролу: у молодості брав участь у русі сквотерів і був знайомий з учасниками The 101ers, першого гурту Джо Страмера. «Я сам не реалізований виконавець. Із всіх сил підштовхував Флоренс, щоб вона слухала Ramones, а не Green Day», — згадував він. Мати ж вплинула на формування світогляду Флоренс: як згадувала співачка, вона «із захватом слухала її лекцію — без конспектів про пару рукавичок епохи Відродження, що тривала годину… Вона гіпнотизувала, ця пристрасть, з якою вона розповідала про артефакти. Я прагну до чогось схожого, але у музиці. Мені хотілось би, щоб хтось через двісті років говорив про неї з таким же захватом». 
Одним із ранніх музичних вражень Флоренс був спогад про танці під Rolling Stones на скрині, в якій батько зберігав колекцію платівок. Перші вокальні вправи вона почала проводити вдома, підспівуючи Ніні Сімон і Дасті Спрингфілд, тренуючи діапазон виконанням оперних арій. Почала займатися музикою в 11 років. 
Коли Флоренс було 14, батьки розійшлися, створивши власні сім'ї, але зберегли гарні стосунки і продовжували виховувати дітей.
Велч з дитинства мала багату уяву, через яку мала проблеми зі сном. У 10 років вона так боялася вампірів та перевертнів, що спала в одному ліжку з меншою сестрою Грейс. Своїх явних героїв (яких не вважає надприродними) мисткиня використовує у творчості: так, «одноока дівчина з багатьма пораненнями», яку вона вважає «реальною»; підліток-американець з фото 1930-х, в якого вона «закохалась», ставали героями пісень Florence and the Machine. Під час невдалих гастролей Німеччиною Велч думала назавжди покінчити з музикою, але «привид» покійної бабусі наполіг «продовжити цю… чудову кар'єру, чого б це не коштувало». 
У пресі з'являлися повідомлення, що Велч з дитинства має дислексію та диспраксію, відчуває труднощі в оцінці просторових параметрів. В інтерв'ю Daily Telegraph на питання про «дислексію, легку форму аутизму і диспраксію», згадані у Вікіпедії, Велч підтвердила лише дислексію в легкій формі.

## Музична діяльність

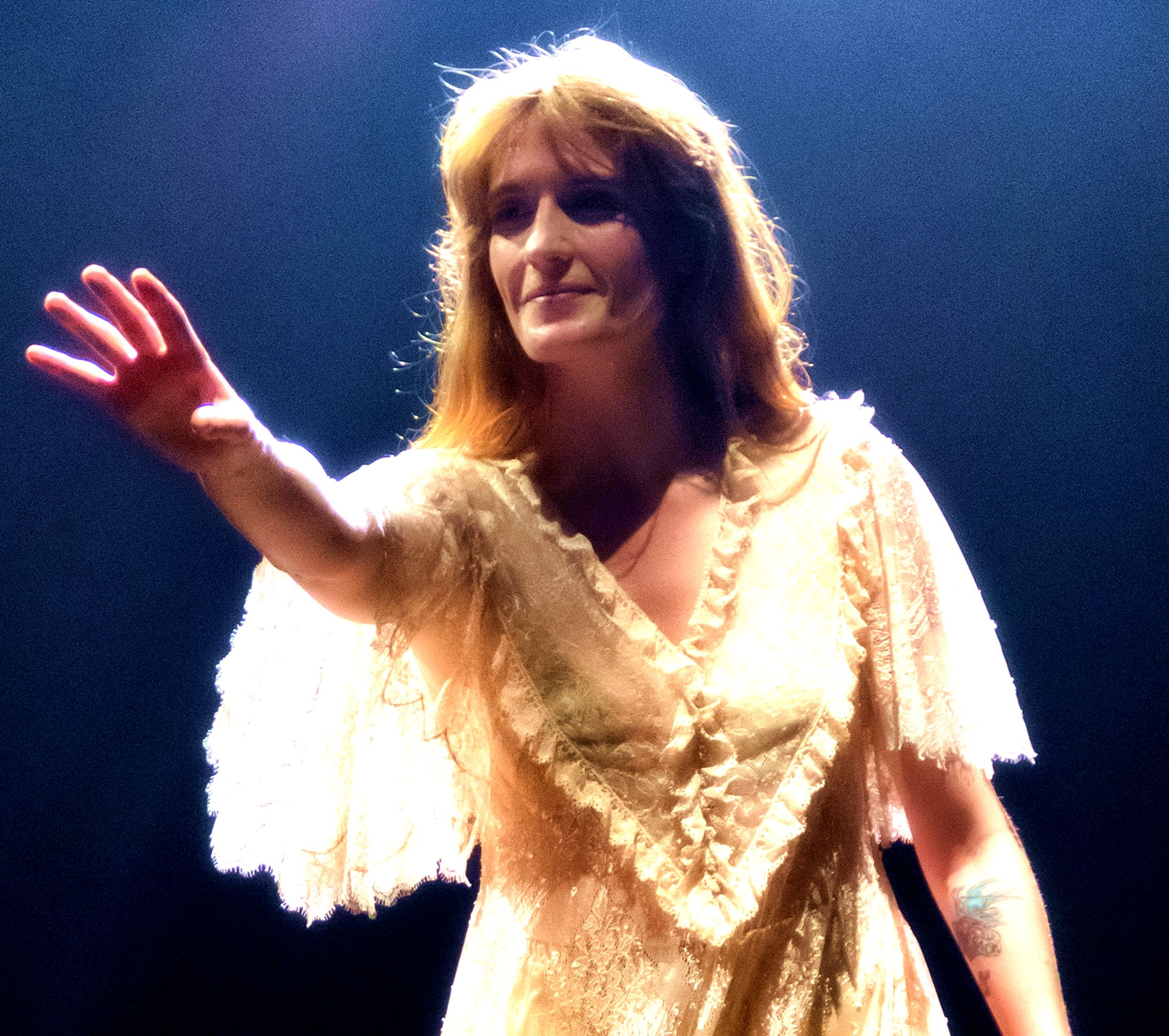
Виступ 2018 року

Навчаючись у приватній Alleyn School, вона познайомилась з учасниками джазового колективу Ashok. «Я ніколи не мріяла стояти біля мікрофона та співати чужі пісні, тому й пішла». У 18 років вступила в Кембервельський коледж мистецтв, де співала у двох гуртах: The Fat Kid і Team Perfect, але не знайшла в них постійного місця. 
У 2007 році на вечірці, де діджеєм був її тодішній бойфренд, Мейрід Неш з Queens of Nois, після імпровізованого прослуховування дала згоду стати менеджером співачки. Розпочався пошук творчого партнера. Деякий час на цю роль розглядався Джонні Борелл з Razorlight, але не склалося. Все змінилося після зустрічі з Ізабеллою Саммерс, хіп-хоп діджейкою зі Саффолка на прізвисько «Машина», яка мала доступ до лондонських студій. Так у проєкту виникла назва: Florence and the Machine.
На церемонії вручення BRIT Awards її альбом «Lungs» переміг у номінації Альбом року.

## Підтримка України
У березні 2022 року Флоренс Велч висловила підтримку Україні, яка сильно постраждала від російського вторгнення під час російсько-української війни. Кліп Florence + the Machine "Heaven is here" зняли в Києві. Співачка написала у своєму Твіттері: "Дві танцюристки з цього відео зараз ховаються в укритті. Моїм сміливим та красивим сестрам Марині та Анастасії. Я вас люблю. Я хотіла б мати можливість обійняти вас. Сил вам". Також вона поширила статтю про шляхи допомоги Україні.